# Aechmea andersonii
Aechmea andersonii är en gräsväxtart som beskrevs av Hans Edmund Luther och Elton Martinez Carvalho Leme. Aechmea andersonii ingår i släktet Aechmea och familjen Bromeliaceae. Inga underarter finns listade i Catalogue of Life.